# Uulu
Uulu település Észtországban, Pärnu megyében, a Balti-tenger partján, a Pärnu-öböl mellett. 2000-ben 545, 2011-ben 478 lakosa volt. Szomszédos települések: északra Reiu, délre Laadi.
Temploma 1880-ban épült, 2007-ben teljes körű felújításon esett át.

## Népesség
A település népessége az utóbbi években az alábbi módon alakult:
| Lakosok száma | 478  | 519  | 514  | 524  |
|               | 2011 | 2019 | 2020 | 2021 |

## Fordítás
- Ez a szócikk részben vagy egészben  az   Uulu című német Wikipédia-szócikk fordításán alapul.  Az eredeti cikk szerkesztőit annak laptörténete sorolja fel. Ez a jelzés csupán a megfogalmazás eredetét és a szerzői jogokat jelzi, nem szolgál a cikkben szereplő információk forrásmegjelöléseként.
- Ez a szócikk részben vagy egészben  az   Uulu című észt Wikipédia-szócikk fordításán alapul.  Az eredeti cikk szerkesztőit annak laptörténete sorolja fel. Ez a jelzés csupán a megfogalmazás eredetét és a szerzői jogokat jelzi, nem szolgál a cikkben szereplő információk forrásmegjelöléseként.

1. ↑  Észt Statisztikai Hivatal. (Hozzáférés: 2023. augusztus 29.)